# أوتو باهر هالفورسن
أوتو باهر هالفورسن (بالنرويجية: Otto Bahr Halvorsen) سياسي نرويجي ينتمي إلى حزب المحافظين النرويجي من مواليد 28 أيار 1872. تولّى هالفورسن منصب رئيس وزراء النرويج مرتين: المرة الأولى كانت ما بين الأعوام 1920 إلى عام 1921 والمرة الثانية كانت ما بين 23 أذار 1923 إلى 23 أيار من نفس العام حيث توفي بعد شهرين من تسلمه مهام رئاسة وزراء النرويج.